# Rupes Toscanelli
La Rupes Toscanelli è una struttura geologica della superficie della Luna.